# NGC 3876
NGC 3876 is een spiraalvormig sterrenstelsel in het sterrenbeeld Maagd. Het hemelobject werd op 15 april 1784 ontdekt door de Duits-Britse astronoom William Herschel.

## Synoniemen
- UGC 6730
- MCG 2-30-29
- ZWG 68.55
- IRAS 11428+0926
- PGC 36644